# Live at Brixton
Live at Brixton è il primo album dal vivo del gruppo musicale statunitense Of Mice & Men, pubblicato il 27 maggio 2016 dalla Rise Records.

## Tracce
1. Public Service Announcement – 3:49
2. Glass Hearts – 3:18
3. Broken Generation – 4:02
4. O.G. Loko – 3:43
5. Let Live – 4:27
6. You Make Me Sick – 3:24
7. This One's for You – 3:02
8. Feels Like Forever – 3:12
9. Bones Exposed – 5:16
10. Would You Still Be There – 4:44
11. Another You – 6:05
12. Identity Disorder – 4:05
13. Second & Sebring – 7:13
14. The Depths – 3:58
15. You're Not Alone – 4:00

## Formazione
- Austin Carlile – voce death
- Phil Manansala – chitarra solista
- Alan Ashby – chitarra ritmica
- Aaron Pauley – basso, voce melodica
- Valentino Arteaga – batteria

## Classifiche
| Classifica (2016)          | Posizione massima |
| -------------------------- | ----------------- |
| Regno Unito (independent)  | 41                |
| Regno Unito (rock & metal) | 23                |
| Stati Uniti (independent)  | 44                |